# Convention du 19 octobre 1996 concernant la compétence, la loi applicable, la reconnaissance, l'exécution et la coopération en matière de responsabilité parentale et de mesures de protection des enfants
La Convention du 19 octobre 1996 concernant la compétence, la loi applicable, la reconnaissance, l'exécution et la coopération en matière de responsabilité parentale et de mesures de protection des enfants, ou Convention de La Haye de 1996 fait partie de la Conférence de la Haye de droit international privé. Elle porte sur les mesures civiles de protection concernant les enfants, comme les ordonnances sur la responsabilité parentale, les mesures publiques de protection et de prise en charge, la représentation pour la protection des biens des mineurs. Sa portée est donc nettement plus étendue que celle des deux conventions antérieures de La Haye sur les enfants.
Cette convention applique des règles uniformes pour déterminer quelles autorités, selon les pays, sont compétentes pour adopter des mesures de protection. Elle détermine quelle législation doit s'appliquer selon chaque pays. La Convention entre en vigueur le 1er janvier 2002 ; en juillet 2021, 53 pays y sont parties. D'autres pays ont signé la convention mais ne l'ont pas ratifiée.